# Middle of Nowhere
| Оценки критиков      | Оценки критиков |
| Источник             | Оценка          |
| -------------------- | --------------- |
| AllMusic             | [ 1 ]           |
| Entertainment Weekly | A−              |
| Rolling Stone        | [ 3 ]           |
| Роберт Кристгау      | [ 4 ]           |

Middle of Nowhere — дебютный студийный альбом американской рок-группы Hanson. (До него группа небольшими тиражами выпустила два инди- или даже демоальбома, — Boomerang и MMMBop, — печать которых профинансировал отец ребят, но этот считается их дебютным.)
Вышел в мае 1997 года на лейблах Mercury Records и Polygram. На тот момент братьям — участникам группы было от 11 до 16 лет (Айзаку Хэнсону 16, Тейлору 13, а Заку 11).
С большинством песен в альбоме братьям помогли опытные сонграйтеры (такие как Дезмонд Чайлд и Барри Манн), но там есть и несколько, написанных ими самими, включая хит номер 1 в США «MMMBop».
Aльбом был исключительно хорошо принят критиками. Дэвид Браун из Entertainment Weekly сказал об этом трио в статье от 9 мая 1997 года: «Отсутствие хитрости [их] самое располагающее к себе качество».
Из альбома было издано пять синглов: «MMMBop» (лид-сингл, вышел в апреле), «Where's the Love», «I Will Come to You», «Weird» и «Thinking of You».
Суммарные продажи альбома во всём мире составляют 10 миллионов экземпляров, из них 4 миллиона было продано в США (то есть альбом в этой стране стал четырежды платиновым) и 400 тысяч в Великобритании.

## Мнение критиков
Музыкальный критик Стивен Томас Эрлевайн в своей рецензии на сайте AllMusic называет звучание группы Hanson в этом альбоме «постальтернативной версией Jackson 5». Он отмечает в этой работе «искромётные гармонии, солнечные мелодии, катящиеся хип-хоповые биты и плотную, многослойную продюсерскую работу». Он продолжает:
Hanson реально кипят, пузырятся энергией от начала до конца этого на удивление заводного и мелодичного дебюта. Cлушая лид-сингл «MMMBop» или такую же заводную «Where’s the Love», трудно не почувствовать радость от создания музыки. Хотя 9 из 14 песен мальчики написали вместе с профессиональными авторами, и продюсеры тоже ставят свой отличительный штамп, личности, что просвечиваются, это сами Хэнсоны — молодые, изобилующие жизненной силой и решительно радостные. Некоторые из песен, возможно, чуть затянуты, и есть парочка позаимствованных мелодий и глупых стихов, но Middle of Nowhere это настоящее наслаждение.

## Список композиций
Все песни, где не указано иное, написаны Айзаком Хэнсоном, Тейлором Хэнсоном и Закари Хэнсоном.
1. «Thinking of You» — 3:13
2. «MMMBop» — 4:28
3. «Weird» — 4:02 (Desmond Child)
4. «Speechless» — 4:20 (Stephen Lironi)
5. «Where’s the Love» — 4:13 (Mark Hudson, Sander Salover)
6. «Yearbook» — 5:29 (Ellen Shipley)
7. «Look at You» — 4:28 (Stephen Lironi)
8. «Lucy» — 3:35 (Mark Hudson)
9. «I Will Come to You» — 4:11 (Barry Mann, Cynthia Weil)
10. «A Minute Without You» — 3:55 (Mark Hudson)
11. «Madeline» — 4:13 (Clif Magness)
12. «With You in Your Dreams» — 3:56
13. «Man from Milwaukee» [только на CD, скрытый трек] — 3:38